# Struktura społeczna
Struktura społeczna – układ wzajemnie powiązanych elementów składowych społeczeństwa, np. ról społecznych czy pozycji, między którymi zachodzą mniej lub bardziej dynamiczne procesy oraz występuje hierarchia społeczna. Jest to też układ stosunków społecznych pomiędzy poszczególnymi osobami, kategoriami społecznymi lub organizacjami.
Pojęcie struktury w socjologii zaczerpnięte zostało z biologii przez Herberta Spencera, który porównywał społeczeństwo do organizmu (zwierzęcego). 

## Czynniki kształtujące strukturę społeczną
- poziom rozwoju ekonomicznego
- społeczny podział pracy
- zasoby siły roboczej
- stosunki własnościowe
- proporcje między sektorami gospodarki

## Mikro- i makrostruktura
Wyróżnia się makro i mikrostrukturę społeczną. 
- Mikrostrukturę tworzą relacje w obrębie małych grup społecznych, np. wspólnot rodzinnych, społeczności lokalnych, kręgów rówieśniczych i towarzyskich
- Makrostrukturę tworzą duże grupy i relacje między warstwami, klasami, grupami społeczno-zawodowymi.

Osobny poziom analizy struktury społecznej, na którym istnieją społeczności lokalne czy duże organizacje (grupy wtórne) jest to poziom mezosocjologiczny. Obok wymienionych do mezostruktur można zaliczyć także grupy celowe.

## Koncepcje struktury społecznej
Wyróżnia się kilka koncepcji dotyczących struktury społecznej.

### Teoria funkcjonalno-strukturalna
Jej zwolennicy (między innymi Auguste Comte i Herbert Spencer) uważali, że społeczeństwo jest całością składającą się z wzajemnie zależnych elementów, dzięki czemu możliwe jest funkcjonowanie i rozwój całej zbiorowości. Wszystkie wchodzące w jej skład części są równie ważne i tworzą niepodzielną całość. 
W ujęciu Alfreda Radcliffe-Browne'a struktura społeczna jest siecią złożonych stosunków międzyludzkich. W jego ujęciu struktura społeczna jest układem pozycji, natomiast organizacja jest układem ról społecznych.

### Koncepcja konfliktowa
Jej pomysłodawcą teoretycznym był Thomas Hobbes, do jej zwolenników należeli Karol Marks i jego następcy. Według nich społeczeństwo składa się z wzajemnie zwalczających się grup dążących do dominacji. Konflikt klasowy jest przy tym czynnikiem zmian społecznych. Państwo powstaje w drodze regulacji społecznych. Wtedy gdy społeczeństwo jest tak zróżnicowane, że prawa naturalne nie są w stanie rozwiązać tych różnic. Władza publiczna, która powstaje ma za zadanie chronić grupę posiadającą własność. 
W ujęciu marksistowskim struktura społeczna ogranicza się do struktury klasowej, przy czym sama struktura społeczna wynika z relacji między pracą a kapitałem.

### Koncepcja interakcyjna
Jej zwolennikiem był m.in. Herbert Blumer. Koncepcja ta odrzuca samo pojęcie struktury społecznej jako pewnego układu elementów tworzących całość. Istotą życia społecznego są przede wszystkim interakcje(inaczej ciągła wymiana informacji), jakie zachodzą między ludźmi podejmującymi wspólne działanie. Ludzie wchodząc w interakcje wytwarzają relacje, które nazywamy strukturą. Tak więc strukturę społeczną należałoby rozumieć jako pewien proces oraz układ porozumień i uzgodnień pomiędzy jednostkami. Następuje zróżnicowanie społeczne. Społeczeństwo opiera się na rodzinie i religii. Pojawia się sprawniejsza organizacja, która gwarantuje nowe możliwości.

### Koncepcjastrukturalistyczna
Claude Lévi-Strauss zakłada, że opisywane przez badaczy społeczeństw struktury to tylko modele (których tak naprawdę nie ma) przydatne w analizie mechanizmów zachodzących w społeczeństwach, natomiast mechanizmy te kształtowane są poprzez struktury głębokie istniejące w ludzkich mózgach.

### Koncepcjastrukturacji
Wprowadzona przez Anthony’ego Giddensa zakłada, że rzeczywistość społeczna ma dualną naturę. Z jednej strony struktura jest układem reguł działania, ale także umożliwia zaistnienie działań społecznych, jest elementem dynamizującym działanie społeczne.

### Ujęcieholistyczne
Struktura jest mechanizmem homestatycznym, utrzymującym się w równowadze dzięki temu, iż jednostki przypisywane są do ról pełnionych w społeczeństwie, przy czym o jej kształcie czy zmianie decydują zinstytucjonalizowane normy społeczne. W opozycyjnym ujęciu mikrospołecznym, podłożem kształtowania się struktury społecznej są mechanizmy psychologiczne indywidualnych jednostek, które kształtują ją dzięki własnej aktywności.

## Schematy struktury społecznej

### Funkcjonalny
W schemacie funkcjonalnym, struktura społeczna uznawana jest za system stosunków i wzajemnych zależności wynikających z podziału funkcji i wymiany usług. Jest wytworem integracyjnej teorii społeczeństwa (struktura społeczna jako zintegrowany system utrzymywany w harmonii dzięki stale trwającym procesom).
Na podstawie analizy funkcjonalnej Robert Merton wyróżnił 5 typów indywidualnego przystosowania:
1. konformizm – zapewnia równowagę w społeczeństwie, jest zorientowany na podstawowe wartości
2. innowacja – spowodowana intensywnym dążeniem jednostki do sukcesu, przyczynia się do rozwoju społeczeństwa
3. rytualizm – z obawy przed ostrą konkurencją jednostka odrzuca dążenie do szybkiego awansu, co prowadzi do rutynizacji życia
4. wycofanie – odrzucenie celów kulturowych i środków instytucjonalnych (jednostka pozostaje częścią społeczeństwa, ale jest w nim obcą osobą)
5. bunt – negacja celów i wartości wyznawanych w społeczeństwie, prowadzi do chęci przekształcania struktury społecznej, i która zmienia gwałtownie strukturę lecz niekoniecznie na dobre.

### Dychotomiczny
Przyjmuje postać dwuczłonowego podziału biegunowego społeczeństwa na klasy o przeciwstawnych celach (uprzywilejowanych-upośledzonych, pracujących-nie pracujących, posiadających-nieposiadających itp.), zakłada, że cele te są antagonistyczne (odwołuje się do konfliktowej teorii społeczeństwa). Opisuje również jednostronne zależności typu władzy lub decydowania o czyichś losach przy użyciu środków przymusu. 
Dzieli władzę na dwie kategorie:
- władza ekonomiczna – wyrażona w przewadze ekonomicznej jednych ludzi nad drugimi, wynikającej z posiadania środków produkcji
- władza polityczna – zdolność narzucania i wykonywania decyzji

### Gradacyjny
Struktura społeczna jest tu ujmowana jako system stosunków porządkujących, opartych na zasadach klasyfikacyjnych-społeczeństwo dzieli się ze względu na stopień posiadania przez nie cechy. Prowadzi to do pojmowania społeczeństwa jako układu warstw społecznych rozmieszczonych jedna nad drugą. Podstawową warstwą społeczną jest warstwa średnia. 
Schemat gradacji dzieli się ze względu na ilość uwzględnianych czynników na:
- gradację prostą – system warstw wyodrębnionych i uszeregowanych na podstawie jednej cechy
- gradację syntetyczną – obejmuje równocześnie kilka czynników, ma charakter złożony a wspólnym mianownikiem czynników jest prestiż społeczny

Struktura społeczna danej grupy czy społeczeństwa nie jest zjawiskiem trwałym.  Społeczeństwo ciągle podlega własnej restrukturyzacji.

## Elementy struktury społecznej
- struktura klasowa (status materialny, posiadanie lub nie posiadanie pewnych dóbr, np. klasa wyższa, średnia, niższa.)
- struktura warstwowa (rodzaj wykonywanego zajęcia, pozycja w społeczeństwie, poczucie przynależności do danej warstwy, np. do inteligencji)
- struktura zawodowa (znaczenie zawodów, zawody popularne, szanowane, zmiany na rynku pracy.)
- struktura demograficzna (podział według płci, wieku, miejsca zamieszkania, liczby ludności, przyrostu naturalnego.)

Dla celów analitycznych wyróżnia się kilka rodzajów struktury społecznej:
- struktura socjometryczna
- struktura przywództwa
- struktura komunikacji

Centralnymi kategoriami analizy empirycznej struktury społecznej są: wykształcenie mierzone liczbą lat nauki, dochód oraz prestiż zawodu.